# Robert McNeill Alexander
Robert McNeill (Neill) Alexander (7 de julio de 1934 – 21 de marzo de 2016) fue un zoólogo norirlandés y una autoridad líder en el campo de biomecánica. Hasta 1970, se ocupó principalmente de peces, investigando la mecánica de la vejiga natatoria, colas y los mecanismos de las mandíbulas de los peces. Posteriormente, se concentró en la mecánica de la locomoción terrestre, el caminar y correr en mamíferos, sobre todo en la marcha y su relación con la anatomía y para el diseño estructural particular de esqueletos y músculos.

## Educación y primeros años
Nacido en Lisburn, Irlanda del Norte, Alexander se educó en la Universidad de Cambridge (MA, PhD) y la Universidad de Gales (DSc). Sus estudios de PhD fueron supervisados por James Gray.

## Carrera y estudios
Después de mantener una cátedra en University College de Gales del Norte entre 1958 y 1969, fue profesor de zoología en la Universidad de Leeds de 1969 hasta su retiro en 1999, con el título de profesor emérito que se le confirió.
Alexander fue secretario de la Sociedad Zoológica de Londres (1992–1999) que incluía la supervisión de la gestión del Zoológico de Londres y del de Whipsnade. Fue presidente de la Sociedad de Biología Experimental (1995–1997), presidente de la Sociedad Internacional de Morfólogos de Vertebrados (1997–2001) y editor de Proceedings of the Royal Society B (1998–2004).
Alexander se especializó en investigar la mecánica animal y, además de los libros que aparecen a continuación, también publicó numerosos trabajos de investigación en este campo a partir de 1959.

### Locomoción de dinosaurios
Un área particular de su interés en la investigación fue la mecánica de movimientos del dinosaurio. Contribuyó en gran medida al desarrollo de una fórmula utilizada para calcular la velocidad de movimiento de los dinosaurios, el llamado 'cálculo de la velocidad de los dinosaurios ", que es, de hecho, matemáticamente derivado del Número de Froude:
"La clave para obtener estimaciones de la marcha de los dinosaurios y la velocidad de sus rastros fue proporcionada por el zoólogo R. McNeill Alexander (1976). A partir de observaciones de los animales modernos, se deriva una relación general entre la velocidad de un animal de la locomoción (v) y su altura de la cadera (h) y su longitud de zancada (SL), que es
{\displaystyle {v}=0.25.{g^{-0.5}}.{SL^{1.67}}.{h^{-1.17}}}
Alexander también señaló que esta fórmula podría aplicarse a rastros de dinosaurios ya que la longitud de la zancada se puede medir directamente y la altura de la cadera puede ser estimada a partir del tamaño de la impresión del pie."
Originalmente, declaró Alexander: "Ahora he obtenido una relación entre velocidad, longitud de la zancada y tamaño del cuerpo de la observación de los animales que viven y se aplica esto a los dinosaurios para lograr estimaciones de sus velocidades. Las velocidades estimadas son bastante bajas, entre 1,0 y 3,6 ms  -1 ."
Sin embargo, las modificaciones a la fórmula original dio lugar a revisar las estimaciones. Y "Alexander (1996) argumentó que sobre la base de las dimensiones de los huesos del Tyrannosaurus  es poco probable que podría haber viajado a más de 8 ms-1." Varios cálculos utilizando variantes de la fórmula indican que los dinosaurios probablemente viajaban en alrededor de 3 ms  -1 , con una velocidad máxima de 8 ms  -1 . Esto se traduce en un rango de velocidad de aproximadamente 10-32 km/h

### Algunas publicaciones

#### Libros
- Functional Design in Fishes, Hutchinson University Library, 1967, 1970
- Animal Mechanics, Sidgwick & Jackson, 1968
- Size and Shape, Edward Arnold, 1971
- The Chordates, Cambridge University Press, 1975
- Mechanics and energetics of animal locomotion, con G. Goldspink, Halsted Press, 1977
- The Invertebrates, Cambridge University Press, 1979
- Optima for Animals, Hodder Arnold, 1982
- Locomotion of animals, Springer, 1985
- The Collins Encyclopedia of Animal Biology, HarperCollins Publishers, 1986
- Elastic Mechanisms in Animal Movement, Cambridge University Press, 1988
- Dynamics of Dinosaurs and other Extinct Giants, Columbia University Press, 1989
- Animals, Cambridge University Press, 1990
- How dinosaurs ran, Scientific American, 1991
- Animals, Cambridge University Press, 1991
- The Human Machine, Natural History Museum, Stationery Office Books, 1992
- Exploring Biomechanics: Animals in Motion, W H Freeman & Co, 1992
- Bones: The Unity of Form and Function, Macmillan General Reference, 1994
- Energy for Animal Life, Oxford University Press, 1999
- Exploring biomechanics: animals in motion, Scientific American Library, 1992
- Hydraulic mechanisms in locomotion, in Body Cavities: Function and Phylogeny, pp. 187–198, Selected Symposia and Monographs, 8, Mucchi.
- Principles of Animal Locomotion, Princeton University Press, 2003
- Human Bones: A Scientific and Pictorial Investigation, with Aaron Diskin, Pi Press, 2004
- Knochen! Was uns aufrecht hält - das Buch zum menschlichen Skelett, Spektrum Akademischer Verlag, 2006

#### Artículos
(Esta es una pequeña muestra de más de 250 documentos)
- The Densities of Cyprinidae J Exp Biol 36: 333–340, junio de 1959.
- Visco-elastic properties of the body-wall of sea anemones J. Exp. Biol. 39: 373-386, 1962.
- Adaptation in the skulls and cranial muscles of South American characinoid fish[14]
- Estimates of speeds of dinosaurs[11]
- Bending of cylindrical animals with helical fibres in their skin or cuticle[15]
- Tyrannosaurus on the run[16]
- Dinosaur biomechanics[17]
- Biomechanics: Stable Running[18]
- Orangutans use compliant branches to lower the energetic cost of locomotion[19]
- Incidence of healed fracture in the skeletons of birds, molluscs and primates[20]
- Biomechanics: Leaping lizards and dinosaurs[21]

### Obra fílmica & de TV
- Horizon (1976) TV series documentary
- The Hot-Blooded Dinosaurs (1976)
- Walking with Beasts (2001) TV series documentary (principal scientific advisor)
- The Future Is Wild (2003) TV series documentary
- Extinct: A Horizon Guide to Dinosaurs (2001) TV documentary[22]

## Honores & galardones
- 1979 Medalla linneana de la Sociedad Linneana de Londres.
- Electo en 1987, miembro de la Royal Society (FRS)[1]
- 2000 Comendador de la Orden del Imperio Británico (CBE)[23]
- 2001 Miembro Extranjero Honorario de la American Academy of Arts and Sciences
- 2002 Miembro Honorario de la Zoological Society of London
- 2003 Premio Borelli Sociedad Americana de Biomecánica.

## Personal
En 1961, Alexander se casó con Ann Elizabeth Coulton. Falleció en 2016, a los 81 años.

## Abreviatura (zoología)
La abreviatura Alexander  se emplea para indicar a Robert McNeill Alexander como autoridad en la descripción y taxonomía en zoología.